# Offener Kanal
Ein Offener Kanal bezeichnet einen Hörfunk- oder Fernsehsender, dessen Programm Bürger gestalten und verantworten. Die Offenen Kanäle gehören meist als nichtkommerzieller Lokalfunk zum Bereich der Bürgermedien. In einigen Ländern gibt es die Bezeichnung Bürgerfunk bzw. Bürgerrundfunk, die aber im deutschsprachigen Raum nicht flächendeckend synonym für den Offenen Kanal ist (z. B. in Nordrhein-Westfalen ein völlig unabhängiges Modell zur Bürgerbeteiligung bezeichnet).

## Allgemeines
Die jeweilige Landesmedienanstalt stellt in Deutschland die erforderliche Infrastruktur, Produktionstechnik, Räumlichkeiten und passende Bildungsangebote meist kostenfrei oder gegen ein geringes Nutzungsentgelt oder Unkostenbeiträge zur Verfügung. Ziel des Systems der Offenen Kanäle ist es, die Rundfunklandschaft aus öffentlich-rechtlichem und privatem Rundfunk um eine dritte Säule der Medienvielfalt zu ergänzen. In Deutschland tragen die Landesmedienanstalten und/oder örtliche Trägervereine die Kosten, somit werden diese teilweise aus Rundfunkgebühren finanziert.
Da Fernsehtechnik erschwinglicher geworden ist, können viele ehrenamtliche Bürgergruppen und Amateurfilmer ihre Beiträge heute komplett selbständig produzieren. Sie nutzen die nicht-kommerziellen Offenen Kanäle als zusätzlichen Verbreitungsweg und finanzieren ihre Redaktionsarbeit eigenständig.
Die Qualität der Programme und damit die gesellschaftliche Akzeptanz unterscheidet sich je nach Sender. Daher wird derzeit in vielen deutschen Bundesländern die Struktur der Offenen Kanäle stärker an die Aufgabenbereiche lokaler Berichterstattung sowie Aus- und Fortbildung angepasst. Die örtlichen Träger erhalten häufig mehr Freiheiten, um die ausgestrahlten Inhalte stärker zu strukturieren und ein attraktives Bürgerprogramm zu gestalten. Mehrere Offene Kanäle senden sowohl ein Radio- als auch ein Fernsehprogramm, einige sind entweder nur im Radio oder nur im Fernsehen zu empfangen.
Im Ausland gibt es beispielsweise in Luxemburg, Dänemark, Australien, Südkorea, Brasilien, Fidschi und Belgien Offene Kanäle.

## Geschichte
Offene Kanäle entstanden in Deutschland im Zusammenhang mit der Einführung privat-kommerziellen Rundfunks ab 1984 und als Gegenbild dazu. Ausgangspunkt der durch die Expertenkommission Offener Kanal getragenen Diskussion seit Ende der 1970er Jahre sind die Erfahrungen mit Public Access Channels in den USA. Der Name „Offener Kanal“ wurde von einem nichtkommerziellen lokalen Fernsehsender in Wil (Schweiz) übernommen.
Als Graswurzelbewegung entstanden Offene Kanäle auch als Folge der „Entdeckung“ des Begriffs Medienkompetenz. So sollten die Bürger selbst wissen, wie Rundfunkmedien funktionieren und mit eigenen Sendungen zur Meinungsvielfalt beitragen.  In einigen deutschen Bundesländern gab es Bestrebungen, die Offenen Kanäle abzuschaffen und durch privatwirtschaftliche Ausbildungssender zu ersetzen. So wurde der Offene Kanal im Saarland im März 2002 eingestellt, in Hamburg wurde der dortige Offene Kanal durch das die an die Hamburg Media School angeschlossene TIDE GmbH mit einem Radio- (Tide 96.0) und einem Fernsehprogramm (Tide TV) ersetzt. Auch die Bundesländer Baden-Württemberg, Sachsen und Bayern haben keine Offenen Kanäle.
In Deutschland gab es Ende 2015 im Fernsehen 46 Offene Kanäle. Viele öffentliche Kanäle senden inzwischen auch auf dem 2005 gegründeten Videoportal Youtube.

## Zugangsberechtigte Nutzergruppen
Nicht jeder der Offenen Kanäle Deutschlands steht allen Bürgern offen, dies ist lediglich bei den offenen Kanälen in Berlin und in Sachsen-Anhalt der Fall. Die Offenen Kanäle in Nordrhein-Westfalen, Schleswig-Holstein, Rheinland-Pfalz und Mecklenburg-Vorpommern sind nur Nutzern mit Wohnsitz im jeweiligen Bundesland zugänglich. In Hessen ist der Zugang auf Bewohner des Sendegebietes des jeweiligen Offenen Kanäle beschränkt. Gleiches gilt für Thüringen. Rheinland-Pfalz hat nach Änderung des Landesmediengesetzes 2005 den Zugang zur Technik auf Bewohner des Sendegebietes des jeweiligen Offenen Kanals beschränkt. In einzelnen Offenen Kanälen werden Ausnahmen zugelassen. In Bremen können neben den Einwohnern des Bundeslandes auch Bewohner der umliegenden niedersächsischen Gemeinden, in denen das Programm empfangen werden kann, als Nutzer zugelassen werden.
Teilweise werden auch die als Uni-TV betriebenen Ausbildungskanäle an den Universitäten als Offene Kanäle aufgefasst, wobei die Nutzergruppe hier auf die Studenten beschränkt ist und das Offene Prinzip damit verlassen wird.

## Offene Kanäle in Deutschland

### Berlin (Fernsehen und Radio)
In Berlin sendet der Offene Kanal seit August 1985. Seit Mai 2009 firmiert er unter dem Namen Alex Offener Kanal Berlin. Alex ist ein partizipativer Bürgersender der Region Berlin-Brandenburg mit offenem Zugang, der am 27. Mai 2009 aus dem Offenen Kanal Berlin (OKB) hervorgegangen ist. Alex ist eine trimediale Plattform, die sowohl im Fernsehen als auch im Radio sendet. Im Internet ist Alex eine Plattform für beide Medien mit einer umfangreichen Mediathek. Ein Livestream steht für beide Medien zur Verfügung.
Das Fernsehprogramm wird in Teilen des Berliner Kabelnetzes auf dem Sonderkanal 8 verbreitet. Das Radio wird seit 2003 neben der Kabelfrequenz 92,60 MHz am Nachmittag auch über die Antennenfrequenz 97,2 MHz ausgestrahlt. Alex ist eine Einrichtung der Medienanstalt Berlin-Brandenburg und wird aus Rundfunkgebühren finanziert.

### Bremen (Fernsehen und Radio)
Die Offenen Kanäle wurden im Zuge der Änderung des Landesmediengesetzes im Jahr 2005 um die Eigenschaften eines Bürgerrundfunks ergänzt und entsprechend umbenannt.
In Bremen gab es bis zum 1. April 2008 drei Offene Kanäle:
- Bürgerrundfunk Bremen
- Bürgerrundfunk Bremerhaven
- Bürgerrundfunk Bremer Umland

Im Zuge der Neuordnung der Bürgerrundfunksender im Lande Bremen zum 1. April 2008 firmieren diese drei Sender, zusammen mit dem Bürgerrundfunk Wesermündung Nordenham, unter dem gemeinsamen Namen:
- Radio Weser.TV

### Hamburg (Fernsehen und Radio)
Der Offene Kanal in Hamburg mit Sitz in der Stresemannstraße in Hamburg-Altona wurde im Juli 2003 durch den nichtkommerziellen Bürger- und Ausbildungskanal Tide ersetzt. Tide nahm am 1. April 2004 den regulären Sendebetrieb auf. Zwar ist auch Tide bürgeroffen, allerdings: Beim Offenen Kanal hatte jeder Bürger das Recht auf Ausstrahlung in eigener Sendeverantwortung. Das Recht nahm ihm das Hamburger Landesmediengesetz vom 2. Juli 2003. Vielmehr ist bei Tide ein Chefredakteur für die Sendungen verantwortlich und hat somit prinzipiell inhaltliche Kontrolle über die Sendungen.
Die oppositionelle SPD sprach von einer „staatlichen Sanktion gegen ein öffentliches Rundfunkangebot“ und kritisiert überdies, dass sowohl Tide als teilweise auch dessen Träger, die Hamburg Media School, aus Rundfunkgebühren finanziert werden.
Zur Sicherstellung eines technischen Mindeststandard senden Neueinsteiger zunächst auf weniger prominenten Sendeplätzen in einem Testprogramm namens „Elbe-Seiten-Kanal“.

### Hessen
Geschichte der Offenen Kanäle in Hessen
Im Jahre 1990, ein Jahr nach Gründung und Einrichtung der Hessischen Landesanstalt für privaten Rundfunk (LPR Hessen), beschäftigte sich das Entscheidungsgremium in mehreren Sitzungen mit der Frage, ob und wie Offene Kanäle in Hessen einzurichten seien. Im Frühjahr 1991 standen die Konditionen fest: In unmittelbarer Nachbarschaft zur LPR Hessen, die ihren Sitz in Kassel hat, sollte ein Offener Kanal ausschließlich im Fernsehen als auf drei Jahre befristetes Pilotprojekt entstehen. Aufgrund der Erfahrungen, die in diesem Projekt gesammelt und ausgewertet würden, ließe sich nach Ablauf der Pilotphase über das weitere Vorgehen entscheiden.
Mit dieser Maßgabe nahm der Offene Kanal Kassel im mittlerweile zum KulturBahnhof avancierten alten Hauptbahnhof am 1. Juni 1992 seinen Sendebetrieb auf. Schon einige Monate zuvor hatte er seine Türen für die nutzungsberechtigte Bevölkerung in Kassel und sieben Umlandgemeinden geöffnet, um Beratung, Information, Kurse und Technikausleihe anzubieten.
Die positiven Resonanzen auf die Angebote des Offenen Kanals, sowie das hohe Interesse der Bevölkerung, führten dazu, dass die Versammlung der LPR Hessen im September 1994 die Kasseler Pilotphase als abgeschlossen betrachtete und den Offenen Kanal dauerhaft etablierte. Gleichzeitig wurde beschlossen, im Jahr 1995 und den folgenden Jahren entsprechend der verfügbaren Haushaltsmittel Mittel für weitere Offene Kanäle bereitzustellen. In der Folgezeit wurden Offene Kanäle in Gießen, Offenbach/Frankfurt am Main und Fulda eingerichtet.
Die Namenserweiterung im Januar 2006 zu „Medienprojektzentren Offener Kanal“ durch die LPR Hessen verdeutlichte, wie sich die Arbeitsbereiche in den Einrichtungen verlagert hatten. Neben dem als „Offener Kanal“ bekannten Bürgerfernsehen sind im Laufe der letzten Jahre durch eine Vielzahl von medienpädagogischen Angeboten „Medienprojektzentren“ entstanden, die beide Aspekte unter einem Dach vereinen:
Die lokale bzw. regionale Fernsehproduktion für die Allgemeinheit mit dem Ziel, möglichst vielen gesellschaftlichen Gruppen, Organisationen, Institutionen und Einzelpersonen die Gelegenheit – und die dafür notwendige Unterstützung – zu geben, eigene Fernsehbeiträge zu produzieren und zu verbreiten. Ein Schwerpunktangebot besteht dabei in der medienpädagogisch begleiteten Projektarbeit, die vorrangig darauf abzielt, Medienkompetenz an Kinder, Jugendliche und Multiplikatoren zu vermitteln.
In Hessen gibt es folgende Medienprojektzentren Offener Kanal, die seit 2009 auch überregional im jeweiligen analogen bzw. digitalen Kabelnetz senden. Sie bieten lokale Informationen und begleitende Projektarbeit zur Vermittlung von Medienkompetenz:
- Medienprojektzentrum Offener Kanal Fulda
- Medienprojektzentrum Offener Kanal Gießen
- Medienprojektzentrum Offener Kanal Kassel
- Medienprojektzentrum Offener Kanal Offenbach/Frankfurt

### Mecklenburg-Vorpommern

#### Fernsehen
In Mecklenburg-Vorpommern gibt es einen Offenen Kanal im Kabelnetz mit einem Außenstudio:
- rok-tv (Rostock)
- Außenstudio: Fernsehen in Schwerin

#### Radio
In Mecklenburg-Vorpommern gibt es einen Offenen Kanal mit zwei Außenstudios.
NB-Radiotreff 88,0 (Neubrandenburg) mit Außenstudios in Greifswald mit dem Sender radio 98eins durch den Verein „radio 98eins e. V.“ und in Malchin mit der Welle Kummerower See gestützt durch den Verein „dfb e. V.“.
Außerdem gibt es eine NKL-ähnliche Rundfunkstation: LOHRO (Rostock)

### Niedersachsen
Die Offenen Kanäle Niedersachsens wurden im April 2002 zusammen mit den nichtkommerziellen Lokalradios in die neue Kategorie Bürgerrundfunk überführt. Zu ihnen gehören:
- Radio Aktiv – Hameln-Pyrmont
- Ems-Vechte-Welle – Lingen
- StadtRadio Göttingen – Göttingen
- Radio Okerwelle – Braunschweig
- TV38 – Wolfsburg/Braunschweig
- h1 – Hannover[11]
- Radio ZuSa – Lüneburg/Uelzen
- Radio Tonkuhle – Hildesheim
- osradio 104,8 – Osnabrück
- Oldenburg eins – Oldenburg
- radio Ostfriesland – Emden
- Radio Leinehertz 106.5 – Hannover (Sendelizenz entzogen)[12][13]
- Offener Kanal Cloppenburg (Sendelizenz 1999 entzogen)[14]

### Nordrhein-Westfalen

#### Fernsehen
In Nordrhein-Westfalen deckt seit 2009 der Lehr- und Lernsender nrwision den Bereich Bürgerfernsehen ab – gefördert von der Landesanstalt für Medien Nordrhein-Westfalen. Der landesweite Ausbildungs- und Erprobungskanal wird vom Institut für Journalistik der Technischen Universität Dortmund entwickelt und betrieben – unter der Leitung vom  ehemaligen ZDF-Moderator Michael Steinbrecher. Den Großteil des Programms – aktuell rund 80 Prozent – steuern Bürgerredaktionen und engagierte Amateurfilmer bei, die teilweise noch mit Unterstützung von ehemaligen Offenen Kanälen produzieren (s. u.) Zudem beteiligen sich zahlreiche Lehrredaktionen in Nordrhein-Westfalen, die an Universitäten, Fachhochschulen und Berufskollegs entstanden sind, sowie Einrichtungen der professionellen Medienausbildung.
nrwision sendet landesweit und unverschlüsselt im digitalen Kabelnetz via Unitymedia, NetCologne und NetAachen sowie per Livestream im Internet. Außerdem sind alle Produktionen zeitlich unbegrenzt in der Mediathek des Lehr- und Lernsenders abrufbar. Erstmals in der Geschichte des Bürgerfernsehens in NRW vereint eine Plattform alle Sendungen, Filme und Beiträge von Programmzulieferern aus ganz Nordrhein-Westfalen. Zusätzlich zur Ausstrahlung bietet der Lehr- und Lernsender eine persönliche Beratung und Einzelfeedback zu Produktionen durch eine studentische Programmredaktion an, die das komplette Programm sichtet, zusammenstellt und bewirbt.
Nordrhein-Westfalen war nach Rheinland-Pfalz das zweite Bundesland, in dem ein Offener Kanal auf Sendung ging: Im Jahr 1985 startete der Offene Kanal Dortmund (anfangs vom WDR, ab 1988 als Verein, ab 2004 floriantv). Es gab die folgenden Sender im jeweiligen Kabelnetz:
- floriantv (Offener Kanal Dortmund, 1988–2008)
(Kein Sendebetrieb seit 1. Januar 2009)
- Offener Kanal Essen (OK43, 1991–2008)
(Kein Sendebetrieb seit 1. Januar 2009)
- Kanal 21 (Bielefeld)
(Lizenz 2009 ausgelaufen)
- Offener Kanal Münster
(Kein Sendebetrieb seit 1. Januar 2009)
- Offener Kanal Hamm
(Kein Sendebetrieb seit 1. November 2008)
- Offener Kanal Marl
(Lizenz 2008 ausgelaufen)
- Offener Kanal Paderborn
(Kein Sendebetrieb seit 1. Januar 2009)[16]
- BergTV (Bergisch Gladbach)
(Lizenz 2008 ausgelaufen)
- Offener Kanal Lüdenscheid
(Lizenz 2008 ausgelaufen)
- Tudorfer Kabelfernsehen
(Lizenz 2010 ausgelaufen)

Auf Vorschlag der LfM NRW hatte die Medienkommission NRW 2008 beschlossen, die Förderung der Offenen Kanäle in Nordrhein-Westfalen grundlegend zu ändern – zugunsten des Pilotprojekts Ausbildungs- und Erprobungsfernsehen in NRW. Diese Entscheidung wurde von der LfM durch diverse Punkte aus der sogenannten „Volpers-Studie“ begründet, die die LfM selbst in Auftrag gegeben hatte. Laut der Autoren wurden „die Entwicklungspotentiale des Bürgerfernsehens als sehr gering eingeschätzt“. Da die Offenen Kanäle aber vor allem im Kontext Medienausbildung eine relevante Rolle spielten, entstand der Vorschlag eines landesweiten Lehr- und Lernsenders. Nach einer dreijährigen Pilotphase hat die Medienkommission NRW nrwision als erfolgreiches Modell in den Regelbetrieb überführt.
Statt wie bisher die Offenen Kanäle vor allem mit einer Sockelfinanzierung zu unterstützen, werden seitdem im Bereich Bürgermedien gezielte Qualifizierungsmaßnahmen gefördert (lt. Landesmediengesetz NRW). Ohne konstante finanzielle Grundlage und eigene Senderlizenz produzieren heute noch Kanal 21 in Bielefeld, das Ausbildungsfernsehen Marl, open.web.tv in Münster und der Offene Kanal Lüdenscheid. Sie sind in erster Linie auf Spenden und Projektgelder angewiesen und strahlen ihre Sendungen und Beiträge seit 2009 bei nrwision aus.

#### Radio
In Nordrhein-Westfalen gibt es keine Offenen Radiokanäle, sondern Bürgerfunk.

### Rheinland-Pfalz (Fernsehen)
Rheinland-Pfalz ist das „Ursprungsland“ der Offenen Kanäle. Alleine hier gab es zeitweise bis zu 25 Einrichtungen. Der erste Offene Kanal Deutschlands ging am 1. Januar 1984 in Ludwigshafen am Rhein auf Sendung.
Die Offenen Kanäle in Rheinland-Pfalz werden meist von drei Gruppen getragen:
Die notwendige Produktions- und Sendetechnik stellt größtenteils die Medienanstalt Rheinland-Pfalz bereit. Die Gemeinde überlässt in der Regel kostenfrei die Räume, und der jeweilige Trägerverein gewährleistet durch seine (ehrenamtlichen) Mitarbeiter den Betrieb vor Ort.
In Rheinland-Pfalz wurde die Ausrichtung der Offenen Kanäle nach einer Novellierung des Landesmediengesetzes im April 2005 auf die zwei Säulen „Lokales“ und „Bildung“ geändert. Auch wurde die Verknüpfung mit weiteren regionalen Partnern durch Medienkompetenznetzwerke verstärkt.
Zur Bereinigung der Kabelnetzstrukturen und zur Erhöhung der Reichweite des Bürgerrundfunks in Rheinland-Pfalz bei gleichzeitiger Kostensenkung wurden seit 1. Juni 2007 mehrere kleinere Sender in größeren Kabelinseln zusammengeführt. Im Zuge der Digitalisierung der Kabelnetze erfolgten 2012 weitere Zusammenschlüsse von Sendern. In diesem Zusammenhang wurde für alle rheinland-pfälzischen Fernsehsender der Offenen Kanäle die digitale Verbreitung realisiert. Seither werden alle Sender simulcast (also digital und analog gleichzeitig) verbreitet.
Folgende Bürgerrundfunksender sind im jeweiligen Kabelnetz empfangbar:
| - OK4 Adenau / Adenauer Bürgerkanal* - OK4 Andernach* - naheTV (Bad Kreuznach) - Offener Kanal Bitburg* - Offener Kanal Idar-Oberstein/Herrstein - OK-KL (Kaiserslautern) - Offener Kanal Kirchheimbolanden - OK4 Koblenz* - OK-TV (Ludwigshafen am Rhein) | - Offener Kanal Mainz - OK4 Neuwied* - OK-TV Südwestpfalz (Pirmasens/Rodalben/Zweibrücken) - Offener Kanal Speyer - OK54 (Trier, Eifel/Mosel/Saar/Ruwer) - Offener Kanal Wittlich - Offener Kanal Weinstraße - Offener Kanal Worms |

Anm.: * = keine eigene Kabelfrequenz – Kanalpartagierung mit einem anderen Bürgerrundfunksender

### Sachsen-Anhalt (Fernsehen)
In Sachsen-Anhalt gibt es folgende Offenen Fernsehkanäle im jeweiligen Kabelnetz:
| - Offener Kanal Dessau - Offener Kanal Magdeburg - Offener Kanal Merseburg-Querfurt - Offener Kanal Salzwedel | - Offener Kanal Stendal - Offener Kanal Wernigerode - WTV (Wettin) |

### Schleswig-Holstein
Die Offenen Kanäle in Schleswig-Holstein sollen aus Akzeptanzgründen in der nächsten Zeit umstrukturiert und die Aufgabenbereiche Fortbildung und lokale Berichterstattung verstärkt werden. Auch eine Umbenennung von „Offener Kanal Stadtname“ zu „Stadtname TV“ oder „Stadtname FM“ ist aus diesem Grunde geplant und wurde in Kiel, Lübeck und Heide („Westküste FM“) bereits umgesetzt.
Die einzelnen Niederlassungen in den verschiedenen Städten gehören zur Anstalt öffentlichen Rechts namens „OKSH“ (Offener Kanal Schleswig-Holstein), die neben der Bereitstellung der Infrastruktur für den sog. Bürgerfunk auch im Bereich der Medienkompetenzförderung Landesmittel verteilt (2023 waren es insgesamt 570.000 €) sowie eigene Angebote durchführt und koordiniert (z. B. Medienkompetenzfestival). Die Aufgaben sowie (finanziellen) Rahmenbedingungen des Offenen Kanals Schleswig-Holstein sind in einem Landesgesetz („OK-Gesetz“) festgeschrieben.

#### Fernsehen
In Schleswig-Holstein gibt es folgende Offenen Kanäle im jeweiligen Kabelnetz:
- Offener Kanal Flensburg
- Offener Kanal Kiel (unter dem Namen Kiel TV)

#### Radio
In Schleswig-Holstein gibt es die folgenden Offenen Kanäle:
- Offener Kanal Kiel (unter dem Namen Kiel FM)
- Offener Kanal Lübeck (unter dem Namen Lübeck FM)
- Offener Kanal Westküste (unter dem Namen Westküste FM)

Jeder dieser Sender verfügt über mehrere kleinere Aussenstudios, die es Bürgern im Sendegebiet ermöglichen auch in ihrem Heimatort Sendungen zu gestalten, ohne das eigentliche Funkhaus aufzusuchen.

### Thüringen

#### Fernsehen
In Thüringen gab/gibt es folgende Offenen Kanäle im jeweiligen Kabelnetz:
- Offener Kanal Eichsfeld (Leinefelde), geschlossen von der Landesmedienanstalt
- SRB Offener Kanal Saalfeld-Rudolstadt (Saalfeld): Fernsehen nur noch eingeschränkt

#### Hörfunk
In Thüringen gibt es die folgenden Bürgermedien:
- Wartburg-Radio 96,5 (Eisenach)
- Radio Funkwerk (Erfurt, Weimar) – zum 31. Mai 2015 eingestellt
- Radio OKJ (Jena)
- Radio Enno (Nordhausen)
- SRB (Hörfunksender) (Saalfeld) ehemals TV OK

In Thüringen gibt es neben den Offenen Kanälen noch weitere Formen von Bürgermedien, unter anderem nichtkommerzielle Lokalradios (NKL). Entsprechend Landesmediengesetz existieren NKL da, wo ein Offener Kanal Radio präsent ist. Dies ist in Erfurt und Weimar der Fall, wo sich Radio F.R.E.I. bzw. Radio Lotte die Frequenz mit dem Offenen Kanal Radio Funkwerk teilen.
Zwischen dem Offenen Kanal und NKL bestehen Unterschiede, aber auch Gemeinsamkeiten. In zukünftiger Entwicklung ist eher davon auszugehen, dass sich ein NKL mehr dem Offenen Kanal als umgekehrt annähert.
Während in den Offenen Kanälen einige Grundelemente überholungsbedürftig sind, unterliegt das NKL einem Programmauftrag. Somit hat und bietet ein Offener Kanal erheblich mehr Entfaltungsmöglichkeiten und Freiheitsgrade als ein NKL. Dies entspricht den Anforderungen unserer heutigen Mediengesellschaft deutlich besser.
Vergleichbar ist dies auch bei einigen privaten, aber auch öffentlich-rechtlichen Programmanbietern zu erkennen. Diese beziehen den Konsumenten und Rezipienten immer aktiver in das Programm ein. Damit befindet er sich fast in der Rolle eines Nutzers, was wiederum dem Grundgedanken der Offenen Kanäle entspricht.

## Offene Kanäle in Österreich
Die Initialzündung für Offene Kanäle in Österreich erfolgte im Rahmen eines Symposions im Rahmen des Kulturfestivals „Steirischer Herbst“ unter dem Titel „Publikum macht Programm“ mit Robert Jungk im Jahre 1975.
Dabei wurden zukünftige Entwicklungen des Mediums Fernsehen diskutiert. Zwei Richtungen kristallisierten sich dabei heraus, eine Künstlergruppe (Peter Noever, Valie Export, Peter Weibel, Richard Kriesche u. a.), die Offene Kanäle als Kunstplattform sehen wollte, und eine Gruppe, die das Medium Fernsehen Bürgergruppen als Kommunikationsplattform zur Verfügung stellen wollte (Gruppe Grund 100 – mit Dominique Belloir-Verbizh, Rainer Verbizh und Ernst Kopper, die Grazer Peter Hueber, Irmtraud und Herbert Prepeluh sowie Till Römer – Berlin).
Wollte man anfänglich noch ein gemeinsames Konzept verfolgen – Schaffung von freien Medienzentren in allen Landeshauptstädten –, wurde diese Bestrebung vom Bund nicht gefördert, und es wurden schließlich einzelne Pilotprojekte zur Förderung eingereicht. Anfang 1976 kam vom Bundesministerium für Unterricht und Kunst (Minister Fred Sinowatz) und dem Land Burgenland die Förderung für das Projekt „Lokales Fernsehen Burgenland“ für die Dauer von sechs Monaten. Im Mattersburger Kulturzentrum wurde ein Videostudio eingerichtet, das jedem offenstand (Betreuerteam Dominique Belloir-Verbizh, Rainer Verbizh, Leo Kellermann, Gerhard Weiss, Irmtraud Prepeluh und Herbert Prepeluh).
Nach Abschluss des Pilotprojekts im Burgenland übersiedelte ein Teil des Arbeitsteams nach Graz. Das achtmonatige Projekt „Lokales Fernsehen Steiermark“ unter fortgesetzter Förderung vom Bund und zusätzlicher Unterstützung der Steiermärkischen Landesregierung, der Stadt Graz und der Gemeinde Radkersburg konnte beginnen. Zugleich wurde der gemeinnützige Verein „Videoinitiative Graz“ von Peter Hueber und Herbert Prepeluh gegründet, und im Rahmen des Projekts wurde ein für alle zugängliches Videostudio eröffnet. Schulen, Künstlergruppen, Bürgerinitiativen, Randgruppen, aber auch Einzelpersonen stand dieses Studio praktisch rund um die Uhr zur Verfügung. Beiträge wurden auf öffentlichen Plätzen und in Gasthäusern präsentiert und sorgten für rege öffentliche Diskussionen und für weitere Videoproduktionen.
Die Videoinitiative Graz führte in den Jahren von 1977 bis 1981 das offene Medienstudio in Graz fort; weiters wurden zusätzliche partizipatorische Medienprojekte mit öffentlicher Unterstützung und wechselnden Projektteams durchgeführt, so das Projekt „Arbeiter machen Fernsehen“ 1979 in Mürzzuschlag und Knittelfeld (Peter Hueber, Herbert Prepeluh, Hans Kronberger, Sepp Auer und Günther Dick) oder die Dokumentation zum Ersten Österreichischen Schriftstellerkongreß 1981 in Wien (von Walter Grond).
Peter Hueber wurde in den Jahren 1982 und 1983 zu mehreren Tagungen nach Deutschland eingeladen, um bei „Werkstätten Offener Kanal“ auf Einladung der Bundeszentrale für politische Bildung in Bonn (Christian Longolius) über die Erfahrungen seiner Gruppe zu berichten. Die Arbeiten der Video Initiative Graz wurden dabei als Modellprojekte für die deutschen Offene Kanäle beurteilt.
Man ging Ende der 1970er Jahre davon aus, dass Offene Kanäle in Österreich rascher realisiert werden als in Deutschland. Vergleiche dazu die Arbeit, die Garleff Zacharias-Langhans im Auftrag der Bundeszentrale für politische Bildung Bonn erstellte: Bürgermedium Video: Ein Bericht über alternative Medienarbeit (Berlin: Volker Spiess, 1977). Doch die weitere Realisierung wurde in Österreich verzögert.
Zwar startete 1984 die Video Initiative Graz einen weiteren Versuch mit einem Offenen Kanal. Im Auftrag des Bundesministeriums für Wissenschaft und Forschung testete man in Salzburg ein „Offenes Studio: Vorversuch Offener Kanal“. Die Videoinitiative Graz konnte ihre Pionierarbeit mit Offenen Kanälen in der Folge aufgrund mangelnder finanzieller Unterstützung allerdings nicht mehr fortsetzen.
1997 starteten Bürger in Eigeninitiative ihr Wohnpark TV in Wien–Alt Erlaa, das seither laufend betrieben wird.
Seit 1998 werden im Rahmen der Medienwerkstatt Linz, einer Einrichtung der Volkshochschule, der Arbeiterkammer und der Stadt Linz, Fernseh- und Radiosendungen in Form eines Offenen Kanals produziert. Die Radiosendungen werden auf Radio Oberösterreich und FRO gesendet, die Fernsehsendung Einblick wird täglich im Kabelnetz der Liwest auf dem Sonderkanal o8 S gesendet und alle zwei Wochen gewechselt.
Im Januar 2000 wurde der Arbeitskreis Offene Kanäle Österreich durch eine Gruppe von Medienwissenschaftern gegründet, um Informations- und Forschungsarbeit zu leisten und Offene Fernsehkanäle in Österreich dauerhaft zu etablieren.
Im Juni 2003 organisierte der Arbeitskreis Offene Kanäle Österreich eine Podiumsdiskussion „Zur Bedeutung Offener Fernsehkanäle für Österreich“ in der Urania (Wien). An der Veranstaltung nahmen Mediensprecher der vier Parlamentsparteien und Medienexperten teil. Die Veranstaltung gab wichtige Impulse für die Realisierung eines Offenen Fernsehkanals in Wien.
Die Podiumsdiskussion führte im November 2003 zur Gründung der Plattform Offener Kanal Wien, die als Verband der Produktionsgruppen und Interessenvertretung fungieren soll. Rund 60 Gruppen bereiteten Redaktionen für einen Offenen Kanal Wien vor.
In der oberösterreichischen Gemeinde Engerwitzdorf wurde ein Gemeindesender unter dem Namen Buntes Fernsehen Engerwitzdorf im Sommer 2004 in Form eines Offenen Kanals gestartet. Initiator ist die Telekom Austria.

### Fernsehen
In Wien ging ein Community-Sender unter dem Namen Okto am 28. November 2005 auf Sendung. In Linz startete am 22. Juni 2010 Dorf-TV via DVB-T im Zentralraum Oberösterreichs als nicht kommerzieller regionaler Sender und in Salzburg im Februar 2012 das Freie Fernsehen FS1.

## Offene Kanäle in Luxemburg
In Luxemburg existierte in den Jahren 2003–2024 ein landesweiter privatwirtschaftlicher Fernsehsender .dok. Dieser wurde auf Luxemburgisch auch als „offener Kanal“ bezeichnet; im Unterschied zu den namensverwandten nichtkommerziellen Sendern in Deutschland und Österreich stellte er Sendezeit jedoch nur gegen Entgelte bereit.